# Akcjabrski
Akcjabrski (bělorusky Акцябрскі, rusky Октябрьский) je běloruské sídlo městského typu, které se nachází v Homelské oblasti. Obec se nachází na železniční lince Babrujsk — Rabkor.

## Historie
Rajón byl založen 31. srpna 1954, v souladu s vyhláškou předsednictva Nejvyššího sovětu Běloruské SSR, ze tří osad — Rudobelky, Rudny a Karpilovky a získala statut okresního města (namísto vesnice Karpilovka). První písemná zmínka o Rudobelce se vztahuje na k roku 1507.
Během občanské války a polské okupace mezi roky 1918—1920 se Rudobělka stala centrem tak zvané „Rudobělské republiky“.
Během Velké vlastenecké války se stalo město Akcjabrski centrem Akcjabrsko-Ljubanské partyzánské zóny. V té době na území rajónu fungovala sovětská správa, školy, elektrárny, továrny a další zařízení. V březnu a dubnu 1942 byla fašistickými jednotkami vypálena osada Rudňa, část Rudobelky a Karpilovky. V plamenech požáru zemřelo na 2 629 civilistů.
Území obce bylo od nacistů osvobozeno 27. června 1944.

## Současný stav
Počet obyvatel v roce 2009 činil 7 800 obyvatel. Průmysl v obci se specializuje na zpracování zemědělských surovin. V obci se nachází asi 60 firem, organizací a institucí. Po nehodě v Černobylu v roce 1986 začali do obce přicházet přistěhovalci z kontaminovaných oblastí, což vedlo k růstu populace.